# Neil Eggleston
Warren Neil Eggleston (nació el 5 de julio de 1953) es un abogado estadounidense que trabajaba para la Casa Blanca para el presidente Barack Obama. Eggleston es la cuarta persona que ocupa su puesto durante la administración de Obama.

## Educación
Nativo de West Lafayette, Indiana, Eggleston se graduó en 1971 en la West Lafayette Junior Senior High School. Eggleston obtuvo el título del bachiller en la Universidad Duke en 1975 y finalmente el título de Juris Doctor en 1978 en la Universidad Northwestern
Desde 1978 hasta que 1979, Eggleston sirvió como empleado de ley para el juez James Hunter III en el Tribunal de Estados Unidos de Apelaciones para el Tercer Circuito. Desde 1979 hasta que 1980, fue un empleado de ley para Justicia de Jefe de los Estados Unidos Warren E. Burger.

## Trayectoria
Desde 1981 hasta 1987, Eggleston fue Asistente Fiscal de los Estados Unidos y el principal abogado de apelaciones para el Distrito Sur de Nueva York. Desde 1987 hasta 1988, Eggleston se desempeñó como subdirector del Comité Selecto de la Cámara de Representantes de Estados Unidos para investigar las transacciones de armas secretas con Irán, que investigó el asunto Irán Contra. Desde 1993 hasta 1994, sirvió en la Casa Blanca como abogado asociado del presidente. El trabajo de Eggleston en la administración Clinton tuvo lugar durante las investigaciones del Congreso sobre las transacciones de bienes raíces de Whitewater en Clinton.
Después de salir de la Casa Blanca, Eggleston representó a excolegas durante investigaciones de corrupción, incluyendo al secretario de transporte de Clinton, Federico Peña, y su secretario de Trabajo, Alexis Herman. En ambos casos, no se presentaron cargos.
En 2001, Eggleston representó a Cheryl Mills, miembro del consejo de administración de la fundación de la Biblioteca Presidencial William J. Clinton, durante una investigación del Congreso sobre el perdón de última hora del presidente Bill Clinton, el prófugo financiero Marc Rich, cuya esposa había sido donante de la fundación.
En 2005, Eggleston abandonó el bufete de abogados de Howrey y se unió al bufete de abogados Debevoise & Plimpton como socio, donde permaneció hasta 2012

En 2007, Eggleston representó a Sara Taylor, quien era directora de asuntos políticos de la Casa Blanca en el gobierno de George W. Bush, durante una investigación de un comité de supervisión del Congreso sobre la controversia entre los abogados estadounidenses y otras políticas de Bush que los demócratas habían politizado De las agencias federales.
En 2009, Eggleston representó al entonces jefe de gabinete de Obama, Rahm Emanuel, durante la persecución del gobernador de Illinois, Rod Blagojevich. Alrededor de ese mismo tiempo, también representó entonces-Sen. Kent Conrad durante una investigación ética del Congreso sobre una hipoteca que había recibido de Countrywide Financial.
Desde 2012 hasta 2014, Eggleston fue un socio de litigios en el bufete de abogados Kirkland & Ellis, con sede en Washington. El trabajo del sector privado de Eggleston incluyó ayudar a las corporaciones a navegar por las regulaciones impuestas por la administración Obama.

## Consejo de la Casa blanca
El 21 de abril de 2014, la Casa Blanca anunció que Eggleston se convertiría en abogado de la Casa Blanca, reemplazando a Kathryn Ruemmler en su partida en mayo de 2014.

## Personal
Eggleston vive en Chevy Chase, Maryland, con su esposa Penda Hair, quien cofundó y codirige la organización de derechos civiles Advancement Project. Su hija Rachel se graduó en Dartmouth College en 2012 y actualmente es miembro del cuerpo de Teach For America en Rhode Island. Anteriormente jugó para su equipo de fútbol, su hijo Nathaniel se graduó de la Universidad de Duke en 2015.